# 中央區 (大阪市)
中央區（日语：／ Chūō ku */?）是日本大阪市24區的其中之一，也是大阪府府廳的所在地。

## 歷史
中央區在江戶時代屬於當時的大坂市區大坂三鄉。大坂三鄉的區域在1879年實施郡區町村編制法時設立為東區、西區、南區、北區，直接隸屬於大阪府；1889年在這四區的範圍設立大阪市，這四區也同時改隸屬大阪市，成為市轄的行政區，而現在的中央區在當時是分屬東區及南區。而這兩個行政區在1989年合併為新設立的中央區。

## 交通

### 鐵路
西日本旅客鐵道
- 大阪環狀線：森之宮站 - 大阪城公園站

京阪電氣鐵道
- 本線：淀屋橋站 - 北濱站 - 天滿橋站
- 中之島線：天滿橋站

近畿日本鐵道
- 難波線：大阪難波站 - 近鐵日本橋站 - 大阪上本町站（只限地下站一部分）

阪神電氣鐵道
- 阪神難波線：大阪難波站

南海電氣鐵道
- 南海本線：難波站

大阪市高速電氣軌道（大阪地下鐵）
- 御堂筋線：淀屋橋站 - 本町站 - 心齋橋站 - 難波站
- 谷町線：天滿橋站 - 谷町四丁目站 - 谷町六丁目站
- 中央線：本町站 - 堺筋本町站 - 谷町四丁目站 - 森之宮站
- 千日前線：難波站 - 日本橋站
- 堺筋線：北濱站 - 堺筋本町站 - 長堀橋站 - 日本橋站
- 長堀鶴見綠地線：心齋橋站 - 長堀橋站 - 松屋町站 - 谷町六丁目站 - （天王寺區） - 森之宮站 - 大阪商務園區站

## 名所・遺跡・觀光景點
- 大阪城公園範圍
  - 大阪城天守閣
  - 豐國神社
  - 舊帝國陸軍第四師團司令部廳舍
  - 大阪城音樂廳
  - 教育塔

| - 船場 - 坐摩神社（陶器神社） - 北御堂（本願寺津村別院） - 南御堂（東本願寺難波別院） - 少彦名神社 - 玉造稻荷神社 - 御霊神社 - 法善寺 - 千日前 - 綿業會館 - 大阪俱樂部 - 日本基督教團浪花教會 | - 難波宮跡 - 適塾 - 大阪歷史博物館 - 高津宮 - 道頓堀 - 黒門市場 - 大阪松竹座 - 国立文樂劇場 - なんばグランド花月（NGK） - B1角座 - 上方演藝資料館（ワッハ上方） |

## 外部連結
- （日語） 大阪市中央區公所dp的X（前Twitter）
- （日語） 大阪市中央區城鎮發展中心的Facebook專頁